# Conium divaricatum
Conium divaricatum är en flockblommig växtart som beskrevs av Pierre Edmond Boissier och Theodhoros Georgios Orphanides. Conium divaricatum ingår i släktet odörter, och familjen flockblommiga växter. Inga underarter finns listade i Catalogue of Life.